# Sacerdocio de Melquisedec

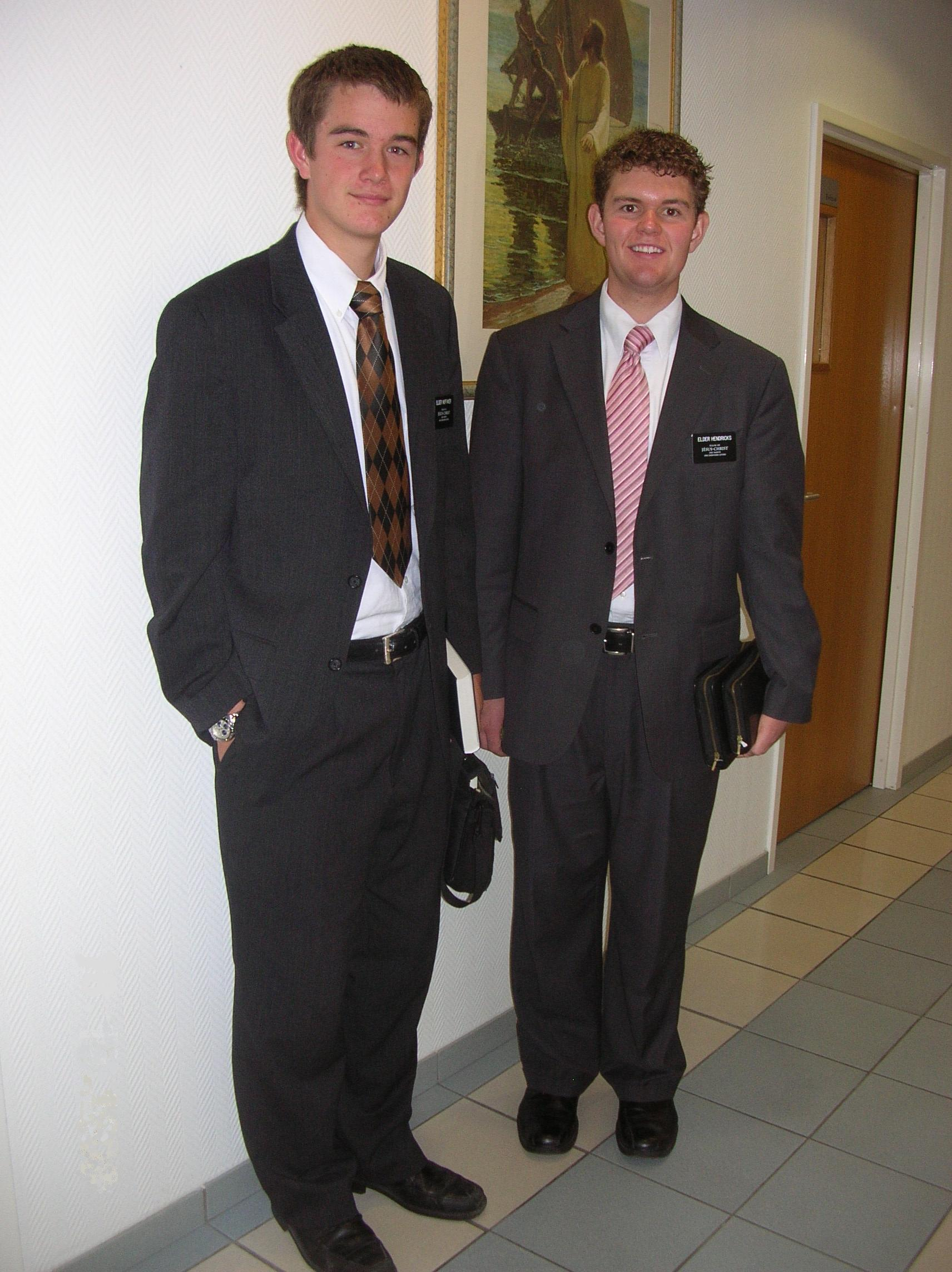
Para ejercer una misión, los varones de La Iglesia de Jesucristo de los Santos de los Últimos Días mayores de 18 años deben poseer el Sacerdocio de Melquisedec en el oficio de Elder

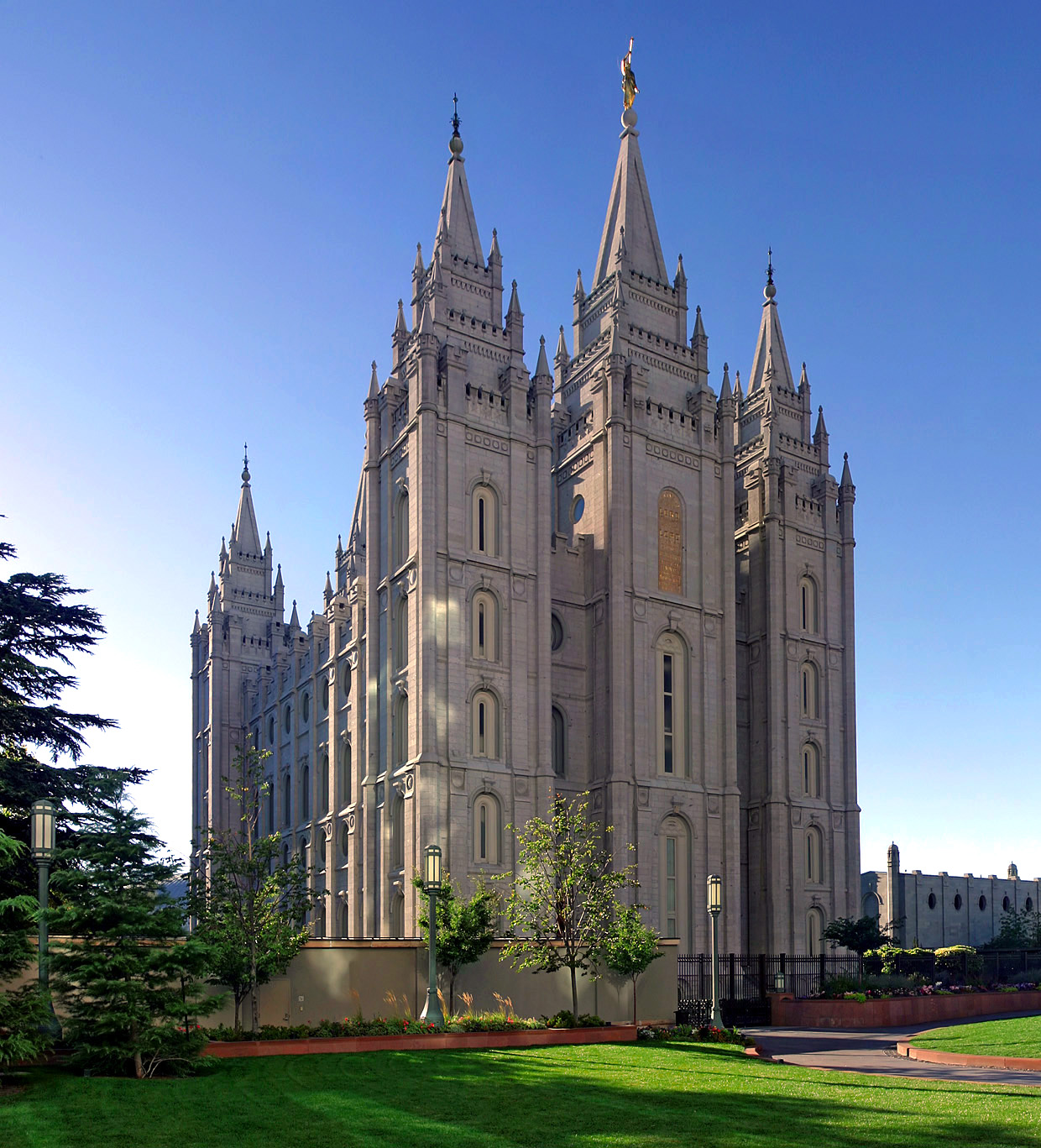
El Sacerdocio de Melquisedec se ejerce en los templos

El Sacerdocio de Melquisedec es una de las dos partes que componen el sacerdocio que administra La Iglesia de Jesucristo de los Santos de los Últimos Días. El Sacerdocio de Melquisedec es llamado también Sacerdocio mayor y se otorga por la imposición de manos por aquellos que tienen la autoridad a los miembros varones mayores de 18 años considerados dignos y presentados a la congregación. La otra parte que compone el sacerdocio, es llamado el Sacerdocio menor que es el de Aarón o Levítico y se otorga a los miembros adultos recién conversos o a los jóvenes desde la edad de los 11 años (desde 2021) hasta los 18 años; y tiene que ver con las ministraciones temporales.

## Historia
Joseph Smith y Oliver Cowdery declararon haber sido visitados por Juan el Bautista el 15 de mayo de 1829, quien les confirió el Sacerdocio de Aarón. Pocos meses después, los mismos Smith y Cowdery declararon la visita de Simón Pedro, Santiago y Juan para restaurar el Sacerdocio de Melquisedec.
El sacerdocio de Melquisedec se menciona en Génesis 14, en los tiempos de Lot y Abraham, donde un sacerdote y rey de Salem llamado Melquisedec bendijo a Abraham reafirmando la relación de este con Dios.  Este sacerdocio antes se llamaba el Santo Sacerdocio según el Orden del Hijo de Dios,  pero para no tomar el nombre de Dios y en rememoración de este rey por ser grande, justo y santo ante Jehovah, se le otorgó su nombre.  En Hebreos 7,  el apóstol Pablo indica que este es el sacerdocio que posee Jesús El Cristo.

## Organización
Según las creencias de La Iglesia de Jesucristo de los Santos de los Últimos Días, el sacerdocio mayor o de Melquisedec tiene la llave para obrar en nombre del Dios, y sus poseedores tienen el deber de guardarlo dignamente y ejercerlo solo en justicia.El Sacerdocio se transfiere por imposición de manos en ministración de un poseedor del mismo a quien a su vez se le ha otorgado por sucesión de la misma forma. Todos los oficiales de la Iglesia (llamados por sus adherentes Autoridades ya sean Generales, de Área o Locales) poseen este sacerdocio.

### Oficios
Para los Santos de los Últimos Días el sacerdocio se divide en «oficios». Los oficios del sacerdocio determinan los derechos a oficiar y las responsabilidades de quienes están ordenados a un oficio en específico. Cuando se ordena a un oficio inmediatamente siguiente al que posee una persona, esta conserva todos los derechos y responsabilidades de su anterior oficio, y adquiere los del nuevo, que pasan a ser los derechos y responsabilidades principales de esta persona. 
| -              | Oficio                                                               | Requisitos mínimos para ser ordenado |
| -------------- | -------------------------------------------------------------------- | --- |
| Apóstol        | Poseedor del sacerdocio de Melquisedec casado                        | "Testigo Especial" de Jesucristo que posee el derecho de oficiar en todas las responsabilidades del Sacerdocio, incluyendo el poder de sellar. Los Apóstoles dirigen el llamamiento (designación) de patriarcas y pueden ordenar a todos los oficios y llamamientos en la Iglesia. El Presidente de la Iglesia es el apóstol de mayor antigüedad. |
| Setenta        | Poseedor del Sacerdocio de Melquisedec, normalmente casado           | "Testigo Especial" de Jesucristo; llamado a predicar el evangelio al mundo; trabajan bajo la dirección de los Apóstoles; pueden ser Setentas Autoridad General o Setentas de Área |
| Patriarca      | Sumo Sacerdote casado, normalmente de 55 años o más                  | Dar bendiciones Patriarcales a los Santos de los Últimos Días |
| Sumo Sacerdote | Poseedor del Sacerdocio de Melquisedec                               | Responsable del bienestar espiritual de los Santos de los Últimos Días; puede servir en un Obispado, Presidencia de Estaca, Sumo Consejo, presidencia de Templo o Presidente de Misión; Puede ordenar otros Sumos Sacerdotes y Elderes |
| Elder          | Presbítero en el Sacerdocio Aarónico; tener al menos 18 años de edad | Conferir el don del Espíritu Santo; dar bendiciones por la imposición de manos; ordenar otros elderes; posee todos los derechos del Sacerdocio de Aarón |

La ordenación a cualquier oficio esta sujeta a una entrevista de dignidad con el oficial que supervisa las ordenaciones del Sacerdocio de Melquisedec; para los oficios de elder y Sumo Sacerdote este oficial es el presidente de Estaca; para el oficio de Setenta es el presidente de la Iglesia, que puede delegar en algún otro oficial; para el oficio de Apóstol es el presidente de la Iglesia. Un Sumo Sacerdote que está siendo considerado para el oficio de Patriarca es entrevistado por el presidente de la Estaca donde servirá, pero su ordenación como tal es autorizada por el Cuórum de los Doce Apóstoles.

### Cuórumes del Sacerdocio
Un cuórum del Sacerdocio es un grupo de hombres que poseen el mismo oficio en el sacerdocio, aunque existen cuórumes gobernantes/presidentes , un cuórum es usualmente una organización local del sacerdocio. Exceptuando los Cuórumes gobernantes, todo cuórum es dirigido por una Presidencia de Cuórum compuesta por un Presidente y dos consejeros, con un Secretario de Cuórum. 
El 31 de marzo de 2018 el presidente Russell M. Nelson, Presidente de la Iglesia, anunció cambios en la organización del sacerdocio a nivel local, efectivos de inmediato. Tras estos cambios la organización de los Cuórumes es la que sigue:
| -              | Oficio en el Sacerdocio                        | Nombre del Cuórum |
| -------------- | ---------------------------------------------- | --- |
| Apóstol        | Primera Presidencia                            | Históricamente, la Primera Presidencia de la Iglesia se ha compuesto de 3 integrantes: el presidente de la Iglesia y dos consejeros, llamados Primer y Segundo Consejero en la Primera Presidencia respectivamente, sin embargo, ha habido periodos en los que, por diferentes motivos, se han llamado a más de dos consejeros en la Primera Presidencia; la Primera Presidencia es el máximo cuerpo gobernante de la Iglesia, última instancia en asuntos administrativos y eclesiásticos |
| Apóstol        | Cuórum de los Doce Apóstoles                   | El Sumo Consejo viajante; son el Segundo cuerpo gobernante en la Iglesia, y de acuerdo al canon de la Iglesia iguales en autoridad a la Primera Presidencia, bajo la dirección de la cual, viajan y administran diversos asuntos de la Iglesia mundial; El presidente del Cuórum de los Doce es el único presidente de Cuórum que sirve sin consejeros y quien usualmente, sucede al Presidente de la Iglesia a su fallecimiento. |
| Setenta        | Cuórum de los Setenta (numerados de 1er a 8.º) | Organizados en 8 cuórumes, de los cuales los miembros de los primeros dos son Setentas Autoridades Generales, y los de los restantes son Setentas de Área, bajo la dirección del Cuórum de los Doce, supervisan el crecimiento de la Iglesia en todo el mundo. Los setenta autoridades generales, son parte de los Consejos gobernantes de la Iglesia, y sus funciones son ejercidas en todo el mundo. Los Setenta de Área, solo ejercen sus funciones en un área geográfica de la Iglesia. La Presidencia de los Setenta, órgano compuesto por 7 Setenta Autoridades Generales, preside sobre todos los Cuórumes de los Setenta. |
| Patriarca      | Cuórum de Sumos Sacerdotes                     | No existe un Cuórum de Patriarcas, el Patriarca de una estaca, es miembro del Cuórum de Sumos Sacerdotes de Estaca. Si un Patriarca ordenado, no se encuentra en funciones, este pertenece al Cuórum de Elderes de Barrio |
| Sumo Sacerdote | Cuórum de Sumos Sacerdotes                     | Los Sumos Sacerdotes que sirven en presidencias de Estaca, obispados y Sumos Consejos junto con el Patriarca de la Estaca, forman el Cuórum de Sumos Sacerdotes de Estaca. La Presidencia de Estaca, sirve también como Presidencia del Cuórum de Sumos Sacerdotes de Estaca |
| Sumo Sacerdote | Cuórum de Elderes                              | Este Cuórum es el grupo más local del Sacerdocio de Melquisedec. Compuesto por todos los varones ordenados elderes y los sumos sacerdotes de un barrio, cuyos llamamientos no sean en la presidencia de Estaca, el obispado, o el sumo consejo y por los Patriarcas ordenados que no se encuentran en funciones. Los hermanos mayores de 18 años que no posean el Sacerdocio de Melquisedec, y los miembros del Cuórum de Sumos Sacerdotes son invitados a las reuniones dominicales de este cuórum; La presidencia de este cuórum puede ser compuesta tanto por Sumos Sacerdotes como por Elderes.                               |
| Elder          | Cuórum de Elderes                              | Este Cuórum es el grupo más local del Sacerdocio de Melquisedec. Compuesto por todos los varones ordenados elderes y los sumos sacerdotes de un barrio, cuyos llamamientos no sean en la presidencia de Estaca, el obispado, o el sumo consejo y por los Patriarcas ordenados que no se encuentran en funciones. Los hermanos mayores de 18 años que no posean el Sacerdocio de Melquisedec, y los miembros del Cuórum de Sumos Sacerdotes son invitados a las reuniones dominicales de este cuórum; La presidencia de este cuórum puede ser compuesta tanto por Sumos Sacerdotes como por Elderes.                               |